# 亨利十世 (巴伐利亞公爵)
亨利十世（驕傲的）（約1108年？—1139年10月20日），韋爾夫王朝的成員，巴伐利亞公爵（1126年—1138年在位）、托斯卡納藩侯、斯波萊托公爵及薩克森公爵（1137年—1139年在位）。他曾於1138年成為羅馬人民的國王候選人之一，但是被霍亨斯陶芬王朝康拉德三世擊敗。

## 家族背景
亨利十世是巴伐利亞公爵亨利九世與薩克森公爵馬格努斯的女兒沃爾夫希爾德的次子。
因此，他不僅是韋爾夫家族成員，而且非常重要的是，他還是薩克森公爵的繼承人。亨利十世於1123年成年，他的父親於1126年退休到溫加滕修道院，不久就去世。當亨利的哥哥康拉德進入熙篤會後，亨利繼承為巴伐利亞公爵，並與弟弟韋爾夫六世共享了薩克森、巴伐利亞和施瓦本的家庭財產。

## 生平
1127年，亨利十世與洛泰爾二世(薩克森公爵)的獨生女兒格特魯德結婚。當年亨利十世的父親在1125年的羅馬人民國王選舉中，被許諾以此婚姻和繼承權作為獎勵以換取他轉為支持洛泰爾二世(薩克森公爵)對抗其競爭對手霍亨斯陶芬家族的腓特烈二世(士瓦本公爵)。格特魯德繼承了三個撒克遜王朝的財產：蘇普林堡家族，布魯諾尼德家族和諾森伯爵爵位。這場婚姻標誌著自1070年以來的韋爾夫家族的巴伐利亞公爵向德國北部擴展勢力。這對夫妻只有一名兒子獅子亨利。
亨利是岳父洛泰爾二世(薩克森公爵暨神聖羅馬帝國皇帝)的忠實擁護者，為他與霍亨斯陶芬家族的兩兄弟腓特烈二世(士瓦本公爵)（是亨利十世的姐夫，已與他的長姊茱蒂絲結婚）和康拉德三世(法蘭克尼亞公爵)鬥爭。在進行這場鬥爭時，亨利十世還被鎮壓了由博根伯爵腓特烈率領在巴伐利亞的叛亂。在此期間，雙方都試圖擁立自己的候選人成為雷根斯堡主教。在一場毀滅性的戰爭之後，博根伯爵腓特烈於1133年屈服，兩年後，霍亨斯陶芬家族的兩兄弟與皇帝洛泰爾二世和解。
1136年，亨利十世隨他的岳父國王洛泰爾二世到意大利，並指揮羅馬帝國軍隊中的巴伐利亞軍團進軍意大利南部的西西里王國至巴里，沿途摧毀破壞。在這場戰事中，亨利十世因為其軍事能力出類拔萃，而被任命為托斯卡納藩侯，接替恩格爾伯特，並成為洛泰爾二世在薩克森公國的繼任者。他還從教皇英諾森二世手中取得已故的托斯卡納藩侯卡諾莎的瑪蒂爾達的私人財產。
1137年12月，神聖羅馬皇帝洛泰爾二世在離開意大利的途中時逝世，亨利十世以其財富和地位使其成為德意志國王王冠的強大候選人。根據當代編年史作者弗萊辛的奧托的記載，在被任命為薩克森公爵後，他吹噓著一個“從海到海，從丹麥到西西里島”的王國。然而，使他被稱呼為“驕傲”，引起其他諸侯的嫉妒，因此最終阻止他當選。新任國王康拉德三世(法蘭克尼亞公爵)要求亨利十世交還從洛泰爾二世領取的帝王禦服，而亨利十世卻要求國王向撒克遜公國進行投資為交換。但是擔心其強大的力量，康拉德三世拒絕以此為藉口，認為兩個公國巴伐利亞和在同一人手上是非法的。試圖達成和解的嘗試失敗後，當亨利十世於1138年7月拒絕效忠宣誓時，他被禁止並剝奪他手上的兩個公國。巴伐利亞被賦予給國王康拉德的同父異母兄弟巴奔堡藩侯利奧波德四世。他曾試圖為持其薩克森公國，但是他仍未進行正式投資，被賦予給阿斯坎尼家族的阿爾布雷希特一世，他是最後一任比隆家族薩克森公爵馬格努斯的小女兒薩克森的埃利卡的兒子。

## 逝世
1139年，亨利十世在成功地驅逐敵人出薩克森，並在他準備進攻巴伐利亞之時，突然於奎德林堡逝世 。亨利十世被埋葬在柯尼希斯盧特的國王大教堂，於他的外父洛泰爾二世及其妻諾特海姆的列臣莎旁邊。亨利十世逝世使他的兒子亨利其後繼承薩克森公國，而奧地利公爵亨利二世則在其後繼承巴伐利亞公國。

## 備註
1. 1 2 3  Chisholm 1911，第293頁.
2. ↑  C. W. Previté-Orton, Cambridge Medieval History, Shorter: Volume 1, The Later Roman Empire to the Twelfth Century, (Cambridge University Press, 1979), 554.
3. ↑  Chronica de duabus civitatibus VII 23 (A. Hofmeister (ed.), 1912, p. 345 （页面存档备份，存于）)
4. 1 2  C. W. Previté-Orton, 559.